# NGC 5017
NGC 5017 é uma galáxia elíptica (E) localizada na direcção da constelação de Virgo. Possui uma declinação de -16° 45' 56" e uma ascensão recta de 13 horas, 12 minutos e 54,4 segundos.
A galáxia NGC 5017 foi descoberta em 7 de Maio de 1787 por William Herschel.